# Ньето, Доминго
Доминго Ньето-и-Маркес (исп. Domingo Nieto y Márquez; 5 августа 1803, Лима, — 17 февраля 1844, Куско) — перуанский военный и политический деятель, Великий Маршал Перу (1828), маршал (17 октября 1842). Был главой государства незначительное время с 3 сентября 1843 по 17 февраля 1844.

## Биография
В 18 лет вступил в ряды сторонников независимости Перу и сражался в Войне за независимость Перу под руководством Боливара и других военачальников. 22 мая 1821 года отличился в сражении при Мираве, за что 5 июня был произведён в лейтенанты. В звании подполковника командовал полком гусар и участвовал в войне против Великой Колумбии (1828—1829). В звании полковника под предводительством Августина Гамарры участвовал в кампании против Боливии в 1831 году. 6 июля 1833 года, в возрасте 29 лет, получил звание дивизионного генерала. Воевал против Перу-боливийской конфедерации, пытался отделить республику Верхнего Перу от конфедерации, но потерпел поражение и был вынужден искать убежище в Эквадоре. Вернулся в Перу и поддержал президента Франсиско де Видаля, в 1842 году, в возрасте 39 лет, получил звание маршала. Вместе с Рамоном Кастильей воевал против Мануэля де Виванко. После смещения де Виванко Доминго Ньето был провозглашён Президентом Временной Верховной правящей Хунты «Свободных департаментов» (Верховный диктатор Перу — самопровозглашение), и пробыл им до своей смерти 17 февраля 1844 года. За всю свою политическую карьеру Доминго Ньето поддерживал только легитимных и законно избранных правителей, чем завоевал уважение среди простого народа Перу.